# Xilinx
Xilinx, Inc. (Nasdaq: XLNX) är världens största leverantör av programmerbara logikkretsar, och delgrundat av Ross Freeman som anses vara uppfinnaren av Field-programmable gate array (FPGA) och det första halvledarföretaget utan egna tillverkningsfabriker.
Xilinx grundades i Silicon Valley 1984 och har högkvarter i San Jose, Kalifornien, USA; Dublin, Irland; Singapore; och Tokyo, Japan. Företaget har kontor i hela Nordamerika, Asien och Europa.

## Spartan-familjen
Spartanserien är inriktad på applikationer med krav på låg energiförbrukning, extrem kostnadskänslighet och höga volymer; till exempel bildskärmar, set-top-boxar, trådlösa bryggor och andra applikationer.
Spartan 3-familjen introducerades i april 2003 och omfattar 50 - 5000 k systemgrindar. Kretsfamiljen har finesser som Digital klockhanterare (DCM), Digitalt styrd impedans (DCI), och fördröjningslåst återkoppling (DLL).
Spartan 3E-familjen introducerades i mars 2005. Till skillnad från dess föregångare fokuserar den på den logiska grindmatrisens storlek med 100 - 1600 k systemgrindar.
Spartan-3A-familjen introducerades i december 2006 baserades på en 90-nm processteknologi. Spartan-3A använder 70-90 % mindre energi i "suspend" läge och 40-50 % mindre i statisk förbrukning jämfört med standard enheter. Integration av dedikerade DSP-kretsar i Spartanserien ger dessutom en inneboende förbrukningsfördel på ungefär 25 % mot konkurrerande lågenergi-FPGA:er.
Spartan-3AN introducerad år 2007 har bland annat finesser som icke-flyktigt minne i samma krets för inläsning av konfiguration av grindmatrisen vid spänningstillslag och en grindmatriskapacitet på 50 - 1400 k systemgrindar.
Spartan 6-familjen bygger på en 45-nanometer [nm], 9-metallagers, dubbel-oxid processteknologi.
 Spartan-6 marknadsfördes år 2009 som en lågkostnadslösning för fordonsindustri, trådlös kommunikation, plattskärmar och tillämpningar för videoövervakning.